# Небул
Небул (греч. Νέβουλος) — южнославянский или болгарский полководец на службе византийского императора Юстиниана II, который перешел со многими своими воинами на сторону арабов во время решающей битвы при Себастополисе.
В 688/689 году император Юстиниан II насильно переселил славянские племена с Балкан в фему Опсикий. Многих переселённых славян он включил в состав особого военного корпуса. Его численность насчитывала около 30000 сильных воинов, и который получил греческое название «λαός περιούσιος», что означает «избранный народ».
Около 690 года Небул, который уже имел чин скрибона и служил в императорской гвардии, был назначен полководцем (архонтом). Его точное происхождение неизвестно. По свидетельству патриарха Константинопольского Никифора, он был избран из числа знати среди переселенцев .
В 692/693 году, после завершения тренировки корпуса, он был включён в состав войска императора Юстиниана II во время большой кампании против Омейядов во главе стратига Анатолика Леонтия. Византийцы столкнулись с арабами в битве при Себастополисе и изначально имели преимущество. Однако Небул с основной частью войска (около 20 тысяч) покинул византийский стан и перешёл к арабам, потому что был, якобы, подкуплен арабским полководцем Мухаммадом ибн Марваном .
Некоторые исторические источники сообщают, вероятно, с большим преувеличением, что впоследствии Юстиниан II отомстил славянам. Он распустил корпус, многих убил, а других продал в рабство, особенно семьи дезертиров. Небул и его люди были поселены Омейядами в Сирии, и принимал участие в последующих арабских набегах на византийские владения в Малой Азии.